# A. Lennart Julin
Anders Lennart Julin, född 18 juni 1948, är en svensk statistiker och sportkommentator. Han arbetar som friidrottsstatistiker på Svenska friidrottsförbundet och är ofta kommentator i TV4-Gruppens friidrottssändningar. Mellan 1983 och 1996 var han också bisittare/kommentator till Åke Strömmer, Sten Rosenberg och Per Forsberg i Radiosportens friidrottssändningar; och även en period kommentator för Eurosport.
Julin har arbetat med friidrotten på heltid ända sedan tidiga 1970-talet och följt flera av de svenska friidrottarna som tillhört världseliten under deras karriärer. Han är också mycket kunnig vad gäller regelfrågor inom friidrotten och var i många år med i IAAF:s regelkommitté. 
Julin är sedan tiotalet år även engagerad i styrelsen för en internationell förening för friidrottsstatistiker som träffas varje år i samband med stora mästerskap.
Spårvägens Friidrottsklubb arrangerar varje höst friidrottstävlingen ALJ Open, uppkallad efter Julin. Traditionellt har denna tävling haft ett av de bästa nationella loppen på distansen 10 000 meter för män.